# خانه حاجی حسین
خانه حاجی حسین مربوط به دوره قاجار است و در یزد، بلوار شهید صدوقی، محله اهرستان، کوچه حمام بهرام شاه واقع شده و این اثر در تاریخ ۱۱ مرداد ۱۳۸۴ با شمارهٔ ثبت ۱۲۳۴۳ به‌عنوان یکی از آثار ملی ایران به ثبت رسیده است.